# Gondozási kötelezettség elmulasztása
A büntetőjogban a gondozási kötelezettség elmulasztása egy személy elleni bűncselekmény. Ezt a bűntettet az követi el, aki állapotánál vagy idős koránál fogva önmagáról gondoskodni nem tudó személlyel szemben gondozási kötelezettségét nem teljesíti, és ezáltal a gondozásra szoruló életét, testi épségét vagy egészségét veszélyezteti.
A korábban hatályos jogszabályban  az elnevezése gondozás elmulasztása volt.
Folytatólagosság kizárt; egy rendbeli természetes egység lesz a gondozási kötelezettség folyamatos elmulasztása. Eredménybűncselekményről van szó, ahol az eredmény maga a veszélyeztetés.

## Története
A korábban hatályos magyar jogszabály szerint gondozás elmulasztása bűntettét követi el, aki állapotánál vagy idős koránál önmagáról gondoskodni nem tudó személlyel szemben gondozási kötelezettségét elmulasztja és ezáltal a gondozásra szorulónak életét, testi épségét vagy egészségét veszélyezteti.

## Külső hivatkozások
- Nemzeti Jogszabálytár